# Védjegymegújítás
A védjegyoltalom megújítása olyan eljárás, amelynek célja, hogy egy lajstromozott védjegy oltalmának időbeli hatálya az adott védjegytörvényben előírt további időtartammal meghosszabbodjék. Megújításra az iparjogvédelmi oltalmi formák közül a védjegyen kívül csak a formatervezési minta esetében van lehetőség.
Egy lajstromozott védjegy oltalma a legtöbb országban a bejelentés napjától számított 10 évig tart. A védjegyoltalom további 10-10 éves időtartamra megújítható, a védjegyjogosult kifejezett kérelmére. Az oltalmi idő lejártával megújítás hiányában az adott védjegy oltalma megszűnik, mégpedig az oltalmi idő lejártát követő napon. A megújítás tényét a védjegylajstromban fel kell tüntetni.
Általános, valamennyi országra illetve az EUIPO-ra kiterjedő szabály az, hogy megfelelő határidőben benyújtott szabályos kérelem hiányában az adott védjegy oltalma megújítás hiányában megszűnik. A törvényes határidőhöz képest a kérelem elkésett, a megújítási kérelmet az illetékes hivatal elutasítja. (Nincs viszont elvi akadálya annak, hogy a megszűnt védjegyet ismét bejelentsék.)

## A magyar védjegyjogban
A védjegyoltalom időtartama Magyarországon minden egyes lajstromozott védjegy esetén az adott védjegy bejelentésének napjától számított 10 évig tart. (2) A védjegyoltalom további tíz-tízéves időtartamra megújítható. Megújítás esetén az újabb oltalmi idő az előző oltalmi idő lejárati napját követő nappal kezdődik. A megújítási eljárás lefolytatása Magyarországon a Szellemi Tulajdon Nemzeti Hivatala kizárólagos hatáskörébe tartozik. A megújítás részleges, amennyiben a védjegyoltalmat csak az árujegyzékben meghatározott áruk, illetve szolgáltatások egy részére újítják meg. ilyenkor az adott védjegy oltalma a megújítással nem érintett részek tekintetében - az oltalmi idő lejárta miatt - megszűnik.

### A hatályos szabályozás
A megújítási eljárás a védjegytörvény X. Fejezete (Egyéb védjegyeljárások) alá tartozik.
- A megújítási eljárás a védjegyjogosult kérelmére indul, tehát védjegyoltalom megújítását [11. § (2) bek.] a védjegyjogosult kérheti a Szellemi Tulajdon Nemzeti Hivatalától.[9]
- A megújítási kérelemben meg kell jelölni az érintett védjegy lajstromszámát; a kérelemre és mellékleteire egyébként a védjegybejelentés kellékeire megállapított rendelkezéseket[10] kell megfelelően alkalmazni.[11]
- A védjegyoltalom megújítását legkorábban az oltalmi idő lejárta előtt 12 hónappal, legkésőbb a lejárat napjától vagy - ha ez a későbbi - a lajstromozástól számított 6 hónapon belül[12] lehet kérni.[13]
- A megújítási kérelemre külön jogszabályban meghatározott díjat kell fizetni a kérelem benyújtásának napját követő 2 hónapon belül.[14]
- A védjegyoltalom megújítása kapcsán a megjelölés nem változtatható meg, az árujegyzék pedig nem bővíthető.[15]
- Ha a megújítási kérelem nem felel meg a védjegytörvény 65. § (1)-(4) bekezdésében előírt követelményeknek, a kérelmezőt hiánypótlásra kell felhívni.[16]
- A megújítási kérelmet el kell utasítani, ha a hiánypótlás, illetve a nyilatkozat ellenére sem elégíti ki a felhívásban megjelölt követelményeket. Ha a kérelmező a felhívásra a kitűzött határidőben nem válaszol, a megújítási kérelmet visszavontnak kell tekintetni.[17]
- Ha a megújítási kérelem díját nem fizették meg, a Szellemi Tulajdon Nemzeti Hivatala figyelmezteti a kérelmezőt a törvény által megszabott határidőben történő hiánypótlásra. Ennek elmaradása esetén a kérelmet visszavontnak kell tekinteni.[18]
- Ha a kérelem megfelel a 65. §-ban előírt követelményeknek, a Szellemi Tulajdon Nemzeti Hivatala a védjegyoltalmat megújítja.[19]
- A védjegyoltalom megújítását be kell jegyezni a védjegylajstromba, és arról hatósági tájékoztatást kell közölni a Szellemi Tulajdon Nemzeti Hivatala hivatalos lapjában.[20]
- A Szellemi Tulajdon Nemzeti Hivatala a védjegy megújítását követően védjegyokiratot ad ki. Ehhez hozzáfűzi a lajstromkivonatot.[21]
- A megújítási kérelmet elektronikus úton is be lehet nyújtani.[22]

## Az európai uniós védjegyjog szerint
Az európai uniós (korábbi nevén: közösségi) védjegyoltalom is az európai uniós védjegy bejelentésének napjától számított 10 évig tart. A védjegyoltalom további 10-10 éves időtartamra megújítható. Megújítás esetén az újabb oltalmi idő az előző oltalmi idő lejárati napját követő nappal kezdődik.
A megújítási kérelmet a közösségi védjegy oltalmának lejártát megelőző 6 hónap során lehet előterjeszteni. Ennek elmulasztása esetén a megújítási kérelmet és a megújítási díj megfizetését a közösségi védjegy oltalmának lejártát követő hat hónapban is elő lehet terjeszteni, ilyenkor azonban - a megújítás díján felül - pótdíjat kell fizetni.
Ha a megújítási kérelem és díj a közösségi védjegy árujegyzékének csak egy részére irányul, akkor az árujegyzék fennmaradó része tekintetében az oltalom megújítás hiányában megszűnik. A megújítás az oltalmi idő lejártát követő napon válik hatályossá. A megújítás tényét bejegyzik a közösségi védjegylajstromba.

## A nemzetközi védjegy megújítása
A nemzetközi védjegy megújítása a nemzetközi bejelentési naptól számított tíz évenként esedékes. A védjegyjogosult a megújítási kérelmet akár közvetlenül vagy a nemzeti hivatal (Magyarország esetén a Szellemi Tulajdon Nemzeti Hivatala útján kérheti a Szellemi Tulajdon Világszervezete (WIPO) genfi Nemzetközi Irodájától. A bejelentésekkel ellentétben, A nemzeti hivatal igénybevétele nem kötelező. A megújítási kérelem továbbításáért jogszabályban előírt mértékű díjat kell fizetni.
A megújítási eljárás a nemzetközi védjegybejelentési eljáráshoz hasonlóan egységes, vagyis egyetlen kérelemmel az oltalmat valamennyi olyan országra nézve meg lehet újítani, amelyre a nemzetközi védjegy oltalma kiterjed.
A megújítási kérelemben a védjegy lajstromállapotán (az árujegyzék, megjelölt országok) csak szűkítő értelemben lehet változtatni. Amennyiben a Magyarországot megjelölő nemzetközi védjegybejelentés oltalmát Magyarországon nem ismerték el, akkor a megújítás hatálya Magyarországra nem terjed ki. Amennyiben az oltalmat Magyarországon elismerték vagy a megújítás esedékességekor a bejelentési eljárás folyamatban van, úgy a megújítás hatálya Magyarországra kiterjed.